# Kaplica Wszystkich Świętych w Tarnobrzegu
Kaplica Wszystkich Świętych w Tarnobrzegu to budynek sakralny zbudowany w 2009 roku. Budynek kaplicy znajduje się w tarnobrzeskiej dzielnicy Sobów, na Cmentarzu Komunalnym, przy ulicy Litewskiej. Budowa kaplicy została zainicjowana przez księdza serbinowskiej parafii Matki Bożej Nieustającej Pomocy Michała Józefczyka. Prace rozpoczęły się na początku 2009 roku, a zakończyły się pod koniec października. Kaplica posiada 400-metrową powierzchnię podziemną, której część planowano udostępnić pod krematorium/spopielarnię zwłok. Jej powstaniu sprzeciwił się jednak biskup pomocniczy diecezji sandomierskiej Edward Frankowski.

## Architektura
Kaplica posiada skromny wystrój. Głównym elementem ołtarza jest krucyfiks otoczony dwoma aniołami. Pod krzyżem znajduje się tabernakulum. Z boku umieszczono figurę Chrystusa Zmartwychwstałego oraz obraz Chrystusa Umęczonego. Po bokach kaplicy znajdują się stacje drogi krzyżowej. Na środku kaplicy znajduje się miejsce na ustawienie trumny. W przyszłości planuje się uruchomienie windy łączącej kaplicę z podziemiami, gdzie ma być chłodnia. 